# Vyvolávací systém

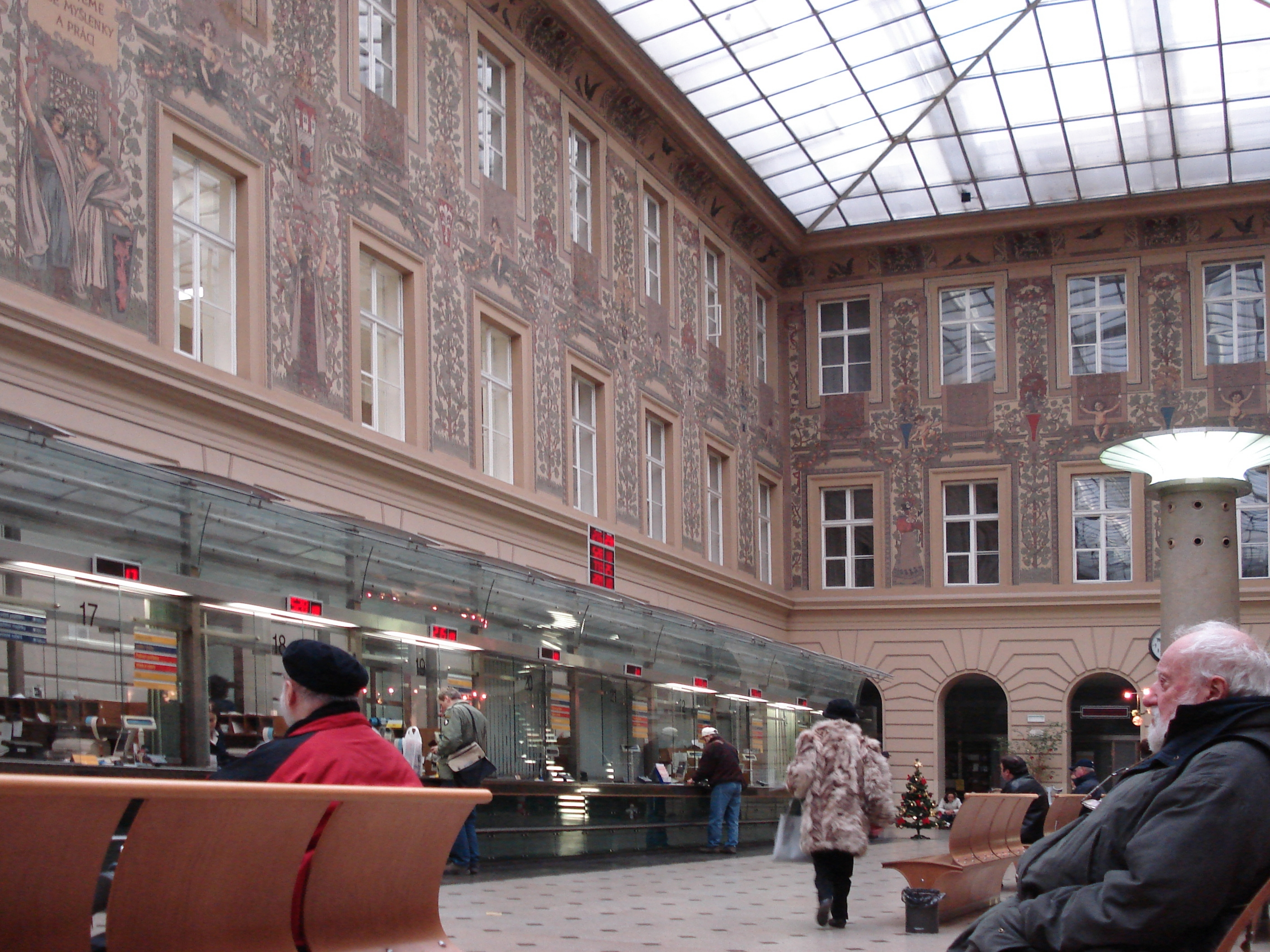
Vyvolávací systém na hlavní poště v Praze v Jindřišské ulici

Vyvolávací, odbavovací nebo pořadníkový systém je označení pro způsob odbavování klientů na úřadech, v bankách, zdravotnických zařízeních, prodejnách, dopravě nebo v jiných službách, při němž klienti nemusí stát v řadě (frontě), ale jsou vyvoláváni. Vyvolávání je možné na základě předchozího objednání na určitý čas, ale především se tak označuje systém, když si klient při příchodu vyzvedne lístek s pořadovým číslem a poté sleduje, kdy bude jeho pořadové číslo vyhlášeno na elektronických informačních tabulích (lístečkový systém).
Informace o postupu odbavování mohou být sdělovány i pomocí SMS nebo internetu. Obvykle zároveň bývá oznámeno pracoviště (přepážka, okénko, místnost), kde bude klient odbaven. Podle povahy služby jsou čísla poskytována buď v jedné číselné řadě a vyvolávána postupně podle čísla, nebo mohou být podle druhu požadavku rozlišována a algoritmus systému může zohledňovat, který pracovník a kdy je schopen kterou službu poskytnout.
Typickými složkami systému je centrála (softwarový program nebo speciálně vyčleněný hardware), tiskárny pro výdej pořadových čísel, hlavní informační panel nebo panely (zpravidla LED displeje), přepážkové informační panely a přepážkové terminály, které mohou být integrovány do PC používaného k jiným činnostem, případně i modul GSM pro odesílání SMS zpráv klientům.
Výhodou vyvolávacích systémů je možnost efektivního využití pracovníků podle jejich kvalifikace nebo dostupnosti technických prostředků, zpříjemnění doby čekání pro klienty a diskrétnější prostředí u přepážky, ale i automatizované sledování vytíženosti pracovišť, délky čekacích dob, což umožní lépe plánovat pracovní doby, a možnost sledování výkonnosti jednotlivých pracovníků i přizpůsobení odbavování jejich rozdílné výkonnosti. Nevýhodou mohou být prodlevy mezi vyvoláním čísla a dostavením klienta k pracovišti, obtížná odhadnutelnost čekací doby a možnost „propadnutí“ pořadového čísla, pokud klient včas nezareaguje, prodlevy způsobené čekáním na klienty, kteří čekání vzdali nebo si lístek vyzvedli omylem a nemají možnost jej zrušit.

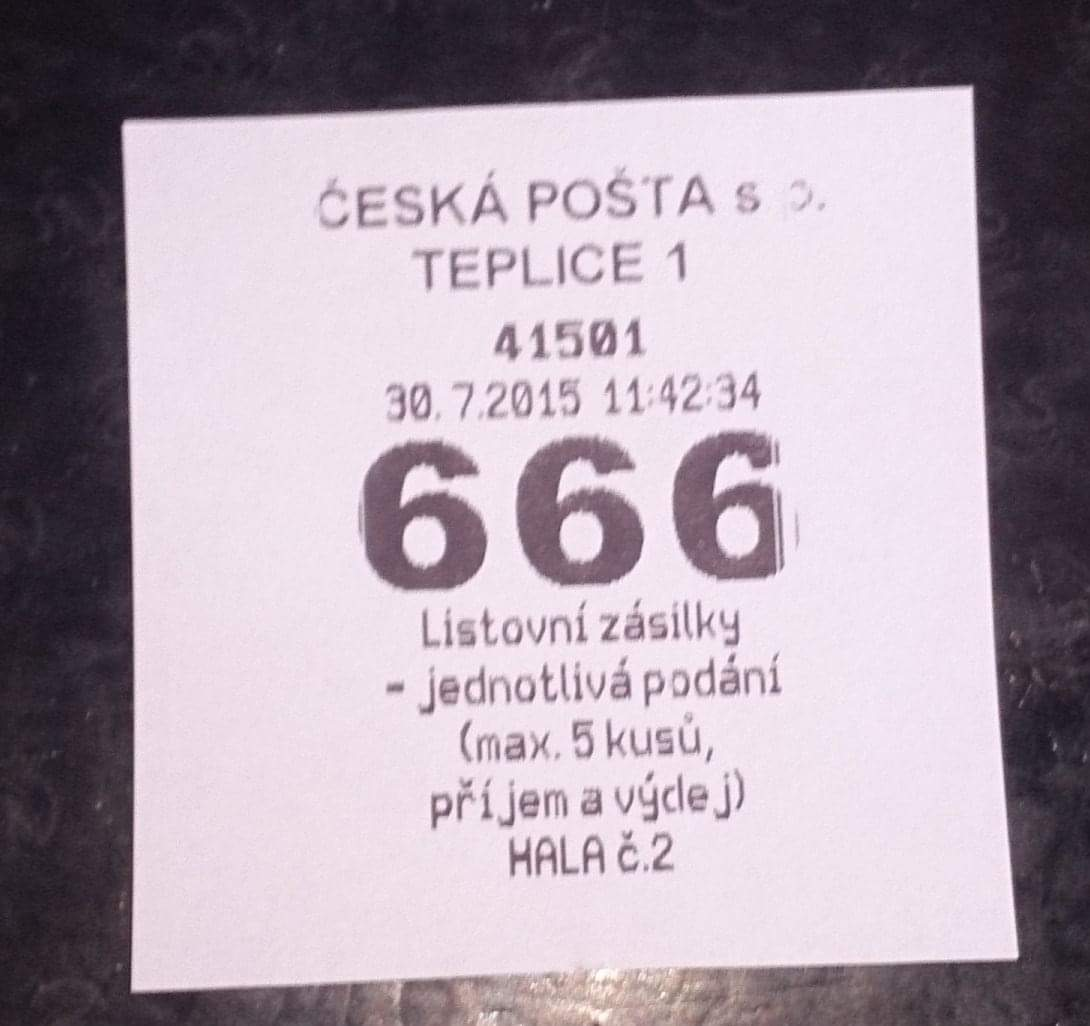
Lístek s pořadovým číslem z automatu na pobočce České pošty Teplice 1. Lístek obsahuje údaj o typu služby a seznam přepážek, které si mohou tohoto klienta přivolat.
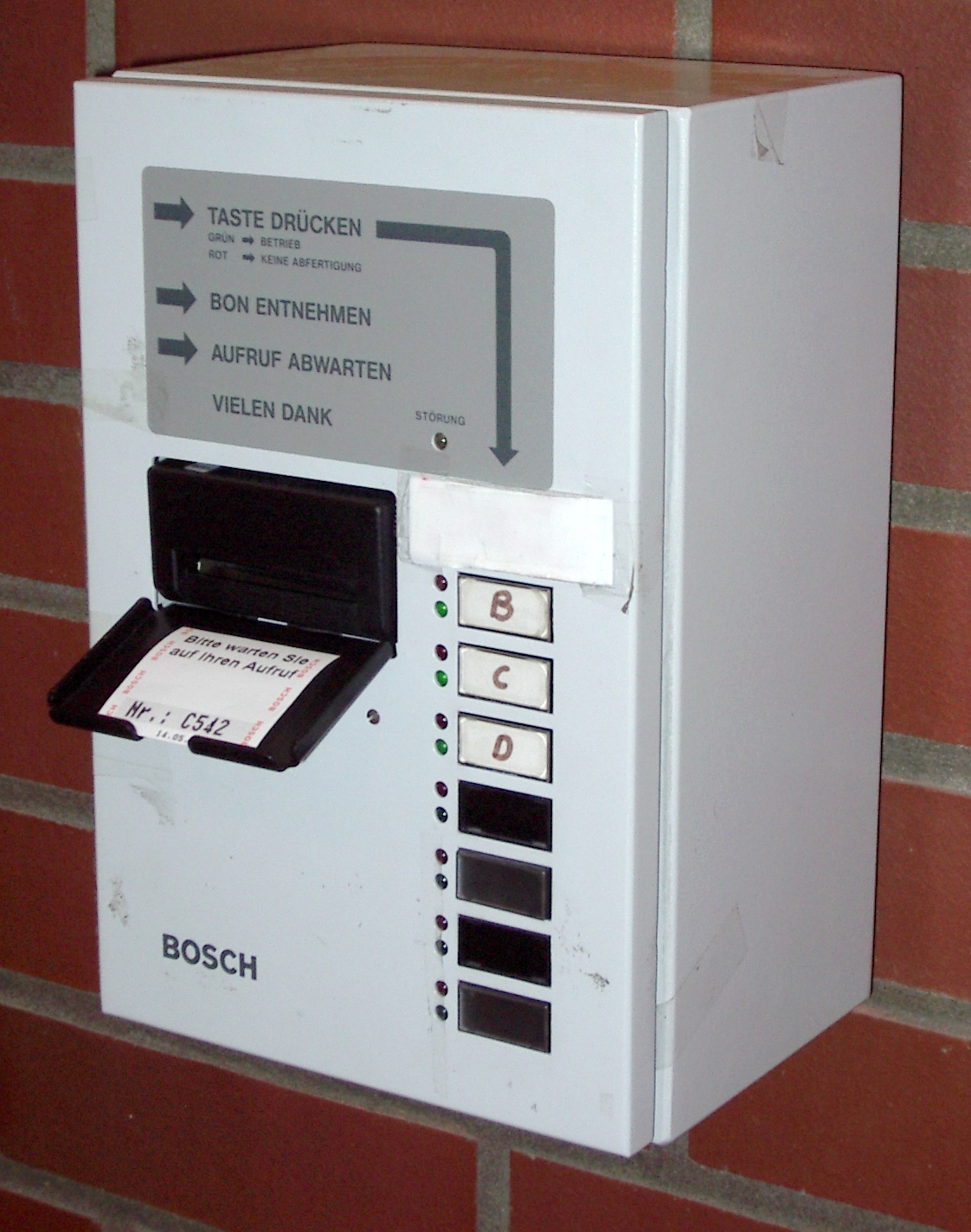
Automat na elektronický výdej pořadových čísel
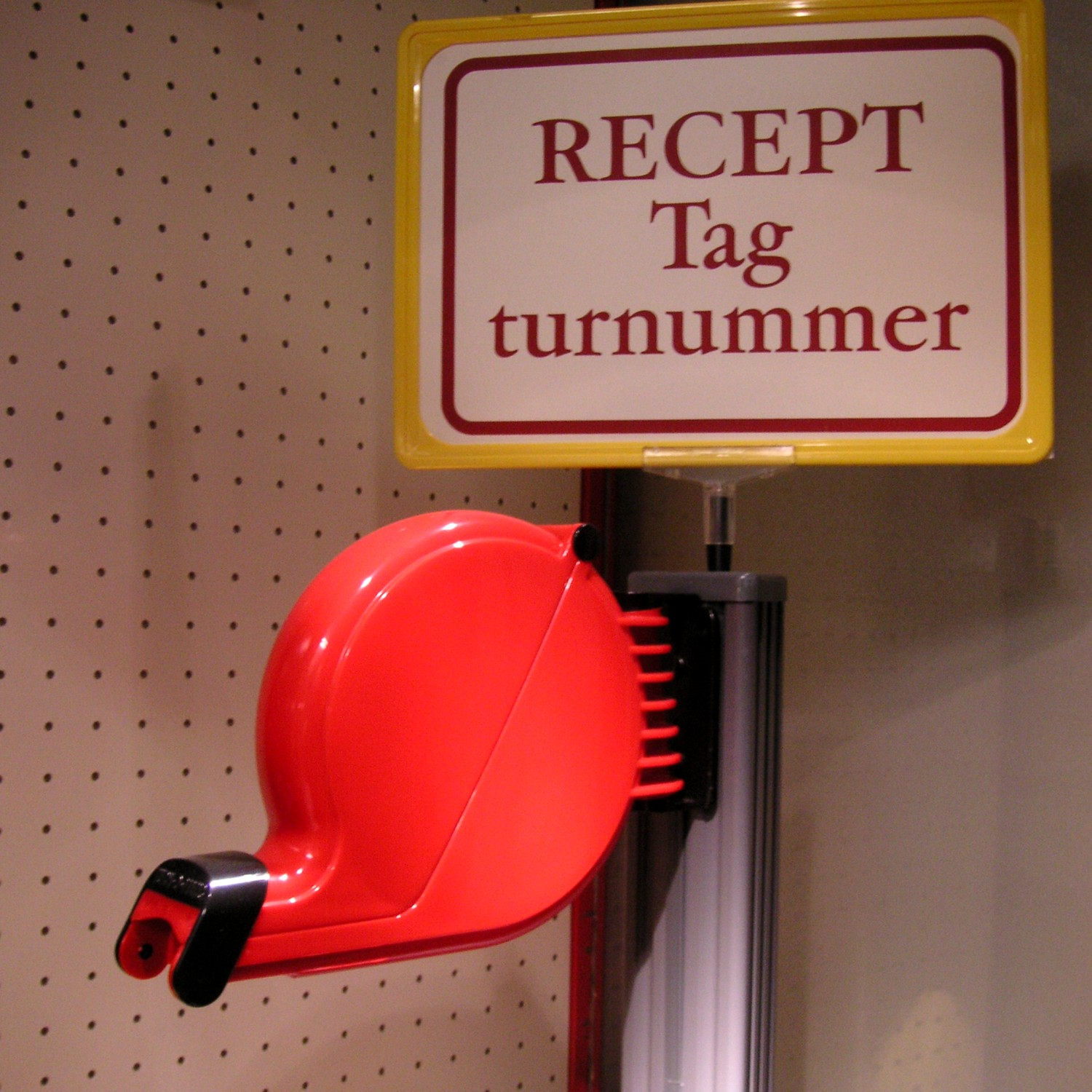
Mechanický zásobník pořadových čísel